# Where Death Is Most Alive
Where Death Is Most Alive (engl. für Wo der Tod am lebendigsten ist) ist die zweite DVD der schwedischen Melodic-Death-Metal-Band Dark Tranquillity. Die Doppel-DVD wurde am 26. Oktober 2009 via Century Media Records veröffentlicht und erreichte Platz eins der schwedischen Musik-DVD-Charts. Der Titel der DVD stammt von dem Lied „Terminus (Where Death Is Most Alive)“ vom Album Fiction. Gleichzeitig wurde außerdem eine gleichnamige Doppel-CD veröffentlicht.

## Entstehung
Die erste DVD enthält den Mitschnitt eines Dark-Tranquillity-Konzertes in der italienischen Stadt Mailand vom 31. Oktober 2008. Es war mit einer Länge von ca. 110 Minuten das längste Konzert, das die Band je gespielt hat. Als Gastmusikerin tritt die Theatre-of-Tragedy-Sängerin Nell Sigland auf, die bei „Insanity´s Crescendo“ und „The Mundane and the Magic“ die weiblichen Gesangsparts übernahm. Die Aufnahmen wurden von der finnischen Firma Vasara Films Ltd. durchgeführt. Insgesamt acht Kameras nahmen das Konzert auf. Regie führte Vesa Vainio, Produzent war Mika Ruso. Die Abmischung und das Mastering übernahm Tue Madsen.
Die zweite DVD beginnt mit der Dokumentation Out of Nothing über die Geschichte der Band. Neben den aktuellen Bandmitgliedern kommen Weggefährten wie die ehemaligen Mitglieder Fredrik Johansson und Michael Nicklasson, der At-the-Gates-Sänger Tomas Lindberg, Tiamat-Schlagzeuger Anders Iwers und der Musikproduzent Fredrik Nordström zu Wort. Ursprünglich sollte auch der ursprüngliche Dark-Tranquillity-Sänger Anders Fridén zu Wort kommen, was aus zeitlichen Gründen nicht geklappt hat. Nach der Dokumentation folgen die sieben Musikvideos, die die Band bislang gedreht hat. Das Video zum Lied „Terminus (Where Death Is Most Alive)“ ist ein Brickfilm und wurde von einem deutschen Fan erstellt. Die Bandmitglieder werden als Legofiguren dargestellt. Das Video für das Lied Misery’s Crown konnte beim Dreh Anfang 2007 nicht fertiggestellt werden. Für die DVD wurde ein neues Video gedreht. Abgeschlossen wird die zweite DVD von 21 Livevideos, die bis in die Frühzeit der Band zurückreichen.

## Rezeption
Von der Fachpresse wurde die DVD sehr gut bewertet. Robert Müller vom deutschen Magazin Metal Hammer lobte die professionelle Aufmachung und bewertete Where Death Is Most Alive als „eine der besten Death-Metal-DVDs seit langer Zeit“. Müller gab der DVD sechs von sieben Punkten. Rezensent Endres vom Onlinemagazin Metal.de bezeichnete Where Death Is Most Alive als „eine nahezu perfekte DVD-Veröffentlichung, die nahezu keine Wünsche offenlässt und dem Anspruch der Band gerecht wird“.

## Titelliste
Das Konzert in Mailand (DVD 1) wurde auch als Doppel-Audio-CD veröffentlicht.
Außerdem wurde eine Limited Edition verkauft, die sowohl beide DVDs als auch die Doppel-Audio-CD enthielt.
| 1. Intro 2. The Treason Wall 3. The New Build 4. Focus Shift 5. The Lesser Faith 6. The Wonders at Your Feet 7. Lost to Apathy 8. FreeCard 9. Inside the Particle Storm 10. Nothing to No One 11. Edenspring 12. Insanity’s Crescendo 13. Lethe 14. Dreamlore Degenerate 15. Misery’s Crown 16. ThereIn 17. My Negation 18. Yesterworld / Punish My Heaven 19. The Mundane and the Magic 20. Final Resistance 21. Terminus (Where Death Is Most Alive) | 1. Out of Nothing – Dokumentation 2. Promovideos: 1. ThereIn 2. Monochromatic Stains 3. Lost to Apathy 4. The New Build 5. Focus Shift 6. Terminus (Where Death Is Most Alive) 7. Misery’s Crown 3. The Live Archive: 1. Only Time Can Tell (1991) 2. The Dying Fragment of an Elderly Dream (1991) 3. Soulbreed (1991) 4. Yesterworld (1992) 5. Alone (1992) 6. My Faeryland Forgotten (1992) 7. Nightfall By the Shore of Time (1992) 8. Skywards (1992) 9. Shadow Duet (1994) 10. Crimson Winds (1994) 11. Razorfever (1997) 12. Constant (1997) 13. Tongues (1997) 14. Feast of Burden (2001) 15. Indifferent Suns (2002) 16. The Sun Fired Blanks (2002) 17. Hours Passed in Exile (2002) 18. Damage Done (2004) 19. One Thought (2004) 20. The Endless Feed (2007) 21. Blind at Heart (2007) |

| 1. Intro – 1:06 2. The Treason Wall – 3:53 3. The New Build – 4:28 4. Focus Shift – 4:00 5. The Lesser Faith – 4:49 6. The Wonders at Your Feet – 4:25 7. Lost to Apathy – 4:54 8. FreeCard – 4:50 9. Inside the Particle Storm – 5:48 10. Nothing to No One – 5:28 11. Edenspring – 5:08 | 1. Insanity’s Crescendo – 7:22 2. Lethe – 4:23 3. Dreamlore Degenerate – 3:09 4. Misery’s Crown – 4:35 5. ThereIn – 6:24 6. My Negation – 6:08 7. Yesterworld / Punish My Heaven – 6:31 8. The Mundane and the Magic – 5:54 9. Final Resistance – 3:50 10. Terminus (Where Death Is Most Alive) – 6:08 |